# Sport Kijów
Sport Kijów (ukr. Гурток «Спорт» Київ) – ukraiński klub piłkarski z siedzibą w stolicy kraju, mieście Kijów, działający w latach 1907–1919.

## Historia
Chronologia nazw:
- 1907: Deutscher Turnverein Kijów (ukr. «Німецьке гімнастичне товариство» Київ, ros. «Немецкое гимнастическое общество» Киев)
- 1912: Sport Kijów (ukr. Гурток «Спорт» Київ, ros. кружок «Спорт» Киев)
- 1914: Sportsławija Kijów (ukr. «Спортславія» Київ, ros. «Спортславия» Киев) – po fuzji ze Sławią Kijów
- 1919: klub rozwiązano

Piłkarska drużyna Deutscher Turnverein (Niemieckie towarzystwo gimnastyczne) została założona w Kijowie w 1907 roku przez lokalną społeczność niemiecką. W 1911 Niemieckie towarzystwo gimnastyczne zostało jednym z założycieli Kijowskiej Ligi Piłki Nożnej. W debiutowych mistrzostwach zajął trzecie miejsce. W 1912 klub zmienił nazwę na Sport i zdobył mistrzostwo miasta. W 1914 roku do klubu dołączyła Sławija Kijów i nazwa oficjalnie brzmiała Sportsławija, chociaż dalej używano skróconej nazwy Sport. W 1915 zespół ponownie został mistrzem Kijowa. W 1919 po raz ostatni startował w mistrzostwach miasta, które zostały przerwane po rundzie wiosennej. W 1919 klub został rozwiązany.

## Sukcesy
- mistrz Kijowa (2): 1912, 1915
- brązowy medalista mistrzostw Kijowa (2): 1911, 1913.